# 李英浩
李 英浩（リ・ヨンホ、리영호、1942年10月5日 - 2012年?）は、朝鮮民主主義人民共和国（北朝鮮）の軍人。確認されている朝鮮人民軍における最終的な軍事称号は次帥。2010年から2012年まで朝鮮労働党中央委員会政治局常務委員、党中央軍事委員会副委員長を、2009年から2012年まで朝鮮人民軍総参謀長を務めた。漢字氏名については「李英鎬」とも表記される。

## 経歴
江原道通川郡で生まれる。1959年8月に朝鮮人民軍に入隊、金日成軍事総合大学を卒業した。
2002年4月13日に中将に昇格。平壌防御司令官等を経て、2009年2月11日に朝鮮人民軍総参謀長に就任した。
2010年9月27日、朝鮮人民軍最高司令官命令および国防委員会決定により、人民軍次帥に昇格。翌28日の朝鮮労働党第3次代表者会議（代表者会）において政治局常務委員に選出され、党内序列第5位となる。また、この代表者会議（代表者会）では金正日総書記の後継者として登場した金正恩とともに新設ポストである党中央軍事委員会副委員長にも選出された。これは軍内における他の年輩実力者を抑えての抜擢であり、李が若輩の正恩を支える軍における中心人物の役割を期待されたものと見なされた。金正日からの信頼も厚かったとされる。
2011年、金正日が死去すると葬儀において、霊柩車に付き添うなど依然として重要な位置にいることが確認されていたが、2012年7月15日の政治局会議において政治局常務委員、中央軍事委員会副委員長など全ての党の役職から解任され、同時に総参謀長の職も解任された。病気を理由としているが、同月8日には金日成主席と金正日総書記の遺体が安置されている錦繍山太陽宮殿を訪れている。2012年7月20日、韓国の朝鮮日報は、解任に際し、李英浩の護衛兵が反発し、交戦が発生したと報じた。この戦闘に巻き込まれ、李英浩が負傷、もしくは死亡した可能性も取り沙汰された。また一方で解任直後より平壌の自宅に軟禁され、10月に咸鏡北道にある温泉施設内の療養所に身柄を移されたという報道もなされている。
韓国外交通商部の中には、李英浩の失脚は、軍部が独占してきた対外貿易の利権を党が支配する内閣に返そうという試みの中で、李を中心とする軍部が障害となったために発生したとの分析がある。一方、2016年6月放送のNHKスペシャル『北朝鮮 機密ファイル～知られざる国家の内幕～』では、李英浩が金正恩の命令に背いたとして粛清されたとする朝鮮人民軍の機密文書の存在が明るみに出た。
韓国の一部報道では、失脚後の2015年に朝鮮人民軍参謀部作戦局1処部署長として平壌に復帰、2017年に金日成軍事総合大学戦術部学長へ異動したとの報道がなされた。